# Burnhaupt-le-Bas
Burnhaupt-le-Bas – miejscowość i gmina we Francji, w regionie Grand Est, w departamencie Górny Ren.
Według danych na rok 1990 gminę zamieszkiwało 1018 osób, 86 os./km².